# Silver Cloud Air
Silver Cloud Air ist eine deutsche Charterfluggesellschaft mit Sitz in Speyer und Basis auf dem Flugplatz Speyer.

## Geschichte
Silver Cloud Air wurde 1982 gegründet. Die Firma Heberger Bau investierte in eine Beechcraft A90 King Air, die sofort im Werksverkehr zwischen dem Heimatflugplatz Speyer und Prag eingesetzt wurde.
Im Jahr 1988 wurde die A90 durch eine A200 ersetzt. Im Jahr 1991 begann der Geschäftsflugverkehr. Es war nun möglich, das Flugzeug im Charterverkehr anzubieten. Hierfür wurde eine King Air B200 angeschafft. Im Jahr 1994 wurde die Flotte durch Investition in eine Cessna CitationJet erweitert. Es folgte eine Namensänderung in die heutige „Silver Cloud Air GmbH“.
Der neue Gesellschafter erweiterte die Flotte um Flugzeuge aus der Cessna-Citation-Familie.
Im April 2013 zog Silver Cloud Air um. Die neuen Räume befinden sich im Flugplatzgebäude der FSL GmbH in der Joachim-Becher-Str. 2 in Speyer. In der Jahresmitte 2013 gingen 66 % der Anteile an Michael Sauer aus Köln, den Geschäftsführer der MUSIC STORE professional GmbH und der erst im März 2013 gegründeten Charterfluggesellschaft JetCOLOGNE. Diese Maschine wurde 2013 in die Flotte der Silver Cloud Air integriert. Tanja Sauer ist seit Ende 2015 Geschäftsführerin der Silver Cloud Air.

## Flugziele
Silver Cloud Air bietet europaweite Geschäftsreise- und Privatflüge an.

## Flotte

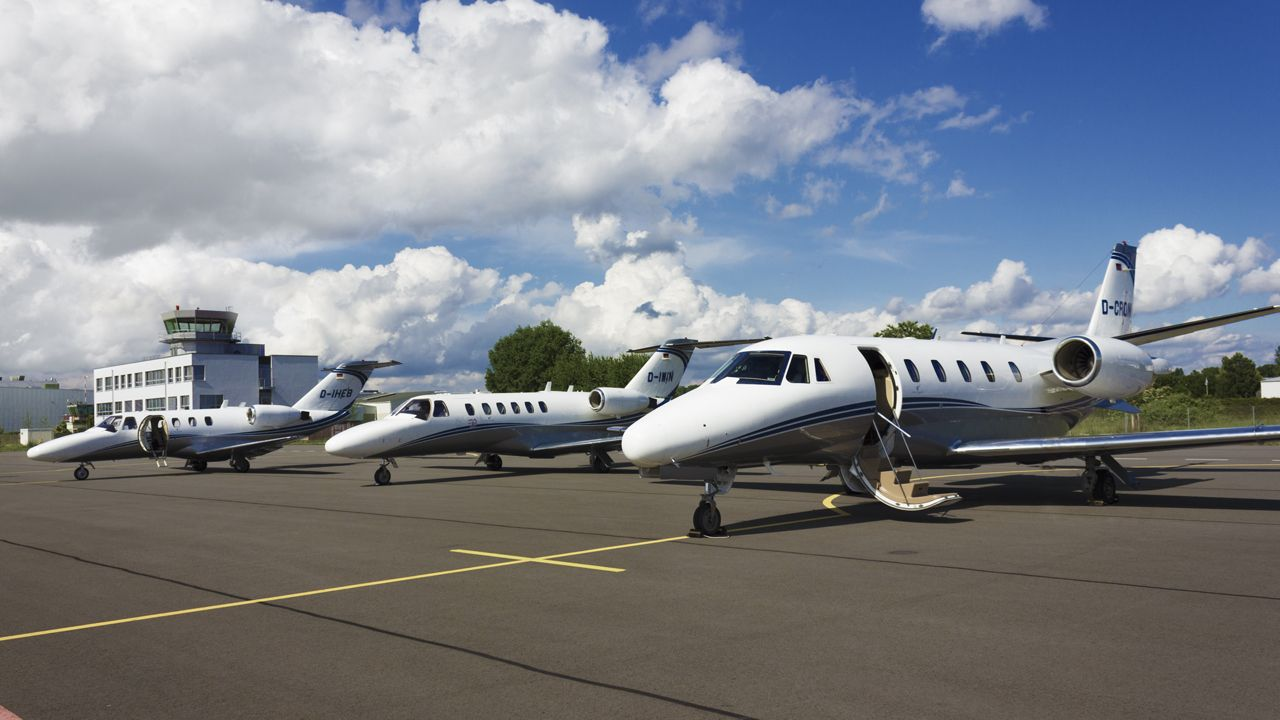
Mehrere Flugzeuge der Silver Cloud Air

Mit Stand vom April 2022 besteht die Flotte der Silver Cloud Air aus acht Geschäftsreiseflugzeugen:
| Flugzeugtyp          | Anzahl | Luftfahrzeugkennzeichen | Anmerkungen | Sitzplätze |
| -------------------- | ------ | ----------------------- | ----------- | ---------- |
| Cessna Citation CJ1  | 1      | D-IHEB                  |             | 6          |
| Cessna Citation CJ3  | 1      | D-CSCA                  |             | 8          |
| Cessna Citation XLS  | 2      | D-CRON                  |             | 8          |
| Cessna Citation XLS  | 2      | D-CHDJ                  |             | 8          |
| Cessna Citation XLS+ | 3      | D-CEHM                  |             | 7/9        |
| Cessna Citation XLS+ | 3      | D-CSCB                  |             | 7/9        |
| Cessna Citation XLS+ | 3      | D-CSCM                  |             | 7/9        |
| Pilatus PC-24        | 1      | D-CJBH                  |             | 11         |
| Gesamt               | 8      |                         |             |            |